# فرانسوا هنري هالوبو
فرانسوا هنري هالوبو (بالفرنسية: François Henri Hallopeau)‏ هو طبيب أمراض جلدية فرنسي. ولد في باريس في 17 يناير 1842 وتوفي في المدينة ذاتها في 20 مارس 1919.
كان عضوا في أكاديمية الطب في عام 1893.
في عام 1889، ابتكر مصطلح "Trichotillomania" أي هوس نتف الشعر. كما ابتكر في عام مصطلح "antibiotique" أي المضاد الحيوي للمركبات التي تضاد تكون الحياة، والتي استعملها لاحقا سلمان واكسمان باللغة الإنجليزية (antibiotic).
يحمل أحد أنواع الفقاع التنبتي اسمه وهو الفقاع التنبتي نمط هالوبو، وكذلك تحمل متلازمة هالوبو سيمنز اسمه.